# Рильський Максим Георгійович
Максим Георгійович Рильський (нар. 6 серпня 1947 в у Києві) — український журналіст, публіцист, письменник, громадський діяч, Заслужений журналіст України (1999). Онук Максима Тадейовича Рильського.

## Життєпис
Народився 6 серпня 1947 р. у Києві в сім'ї українського журналіста Георгія Рильського. Онук українського поета-академіка, публіциста, перекладача, громадського діяча Максима Тадейовича Рильського. Закінчив факультет журналістики Київського державного університету імені Тараса Шевченка (1970).
Працював кореспондентом «Робітничої газети» (1970—1978). Серед публікацій того періоду — «Антей» розправив крила» (про випробування найбільшого на той час літака АН-22), «На стрімнинах Черемошу» (три доби з плотогонами), «Є Чорноморський газ!» (репортаж з першої бурової на шельфі Чорного моря), «Путина» (репортаж з літака та сейнера про рибний промисел у Керченській протоці). «Автографи Київської Русі» (Графіті Софії Київської).
У 1978—1991 — кореспондент АПН (Агентство преси Новини) в Україні (1978—1991). Друкував численні матеріали про Україну в закордонній пресі, зокрема Центральної та Західної Європи. В 1986 році публікував репортажі й кореспонденції з місця подій під час ліквідації аварії на Чорнобильській АЕС. Неодноразово відзначався за висвітлення процесу будівництва та закриття саркофага над зруйнованим енергоблоком. Має статус ліквідатора аварії на ЧАЕС.
Співзасновник Української освітньої програми ринкових реформ і керівник її пресдепартаменту (1993—1997). Редагував газети «Прес-клуб», «Новий день», пресбюлетені на теми реформ, ваучеризаціїї економіки, житлових субсидій та ін. У 1997—2000 — директор пресдепартаменту компанії зі зв'язків з громадськістю «Burson Marsteller» (США). Десять років після цього працював віцепрезидентом, старшим віцепрезидентом компанії «Віллард груп», заснованої громадянином США Майклом Віллардом. Відповідаючи за зв'язки із ЗМІ та громадськістю, сприяв висвітленню виходу на ринок України транснаціональних компаній Coca Cola, Unilever, Danon, Kraft foods, Monsanto, Philipp Morris, Tetra Pak та ряду інших.
У 2010—2021 — зав. відділу, провідний фахівець Укртелерадіопресінституту (Держкомтелерадіо України). Організовував та брав участь у семінарах та круглих столах на теми гендерної політики, Європейської та Євроатлантичної інтеграції України. З 2000–го — науковий співробітник Київського музею М. Т. Рильського.

## Творчість
За більш як 50 років творчої діяльності опублікував в українських і закордонних виданнях сотні статей, кореспонденцій, нарисів, репортажів, літературних досліджень.
Окрема і особлива частина його творчого доробку — перевидання творів М. Т. Рильського та публікація досліджень і спогадів про нього. Максим Рильський-молодший упорядкував і став автором передмов чи післямов цілої серії книжок, присвячених життю і творчості Максима Тадейовича Рильського: 
- Лірика (вибране). Мандрівка в молодість батька (спогади сина Богдана, 2005)
- На білих островах (репринтне видання до 100-річчя першої збірки, 2010)
- Слово про Ігорів похід (переклад М.Рильського з давньослов’янської « Слово о полку Ігоревім», 2012).
- «Тадей Рильський. В житті ніколи неправді не служив» (2014).
- «На білу гречку впали роси» (2015).
- «Спокійна творчості тривога» (2015).
- «Мудрості від Максима Рильського» (2018)
- «І розіллється знов медами» (2019).
- «Синя далечінь». До 100-річя збірки (2022).
- Авторська книга «Співучий Києве, дитя живих століть» (2023).
- Авторська книга «Люби природу не для себе»… (2024)
- «Люби природу не для себе»… : Документально-художній літопис / Київ : Дніпро, 2025. — 320 с., ISBN 978-617-8328-26-9

## Громадська діяльність
Член Національної спілки журналістів України (з 1976).
Член правління Українського фонду культури (2007—2022).
Засновник і голова правління ГО «Всеукраїнський центр пресклубів Україна. Форум» (1997—2015). З 2015 до сьогодні — заступник голови правління Форуму
Співзасновник і директор благодійного фонду Максима Рильського «Троянди й виноград» (з 2005 і по понині).
Започаткував пресклубівський рух в Україні. Виступив ініціатором, організатором та безпосереднім виконавцем створення мережі пресклубів реформ протягом 1993—2000 рр. при Київській міській та всіх обласних організаціях НСЖУ. Тривалий час був організатором семінарів та круглих столів для учасників пресклубів за участю керівників Української держави, Уряду, міністерств і відомств.
З 2014 року — член Комітету з присудження премії Кабінету Міністрів України імені Максима Рильського.

## Відзнаки
Заслужений журналіст України
Орден «Союзу Чорнобиль Україна» (1996)
Орден Кирила і Мефодія (2019, УПЦ КП).
Літературна премія Ірпеня (2024).